# NGC 6114
NGC 6114 (другие обозначения — MCG 6-36-19, ZWG 196.30, KUG 1616+352B, PGC 57784) — спиральная галактика (Sbc) в созвездии Северная Корона.
Этот объект входит в число перечисленных в оригинальной редакции «Нового общего каталога».